# Stephanie Mavunga
Stephanie Tafadzwa Mavunga (Harare, 24 febbraio 1995) è una cestista zimbabwese con cittadinanza statunitense naturalizzata polacca, professionista nella WNBA.

## Carriera
È stata selezionata dalle Indiana Fever al secondo giro del Draft WNBA 2018 (14ª scelta assoluta).
Con gli Stati Uniti ha disputato i Giochi panamericani di Toronto 2015.